# It's A Dollarmaker
It's A Dollarmaker, född 5 oktober 2018, är en fransk varmblodig travhäst som tränas av Sébastien Guarato och körs av Éric Raffin.
It's A Dollarmaker började tävla i april 2021 och inledde med 6 raka vinster. Han har hittills sprungit in 415 280 euro på 27 starter, varav 13 segrar och 3 andraplatser samt 2 tredjeplatser. Karriärens hittills största segrar har kommit i Prix Robert Auvray (2023) och Grand Prix du Conseil Municipal (2024).
Han har även segrat i Prix Louis Chouteau (2023) och Prix de Brest (2024). Samt kommit på andraplats i Prix Jockey (2023) och på tredjeplats i Critérium des 5 ans (2023).
Han är helbror med Dollar Macker som skördade stora framgångar som unghäst.

## Statistik
| Statistik för It's A Dollarmaker (Ref.) | Statistik för It's A Dollarmaker (Ref.) | Statistik för It's A Dollarmaker (Ref.) | Statistik för It's A Dollarmaker (Ref.) | Statistik för It's A Dollarmaker (Ref.) | Statistik för It's A Dollarmaker (Ref.) |
| --------------------------------------- | --------------------------------------- | --------------------------------------- | --------------------------------------- | --------------------------------------- | --------------------------------------- |
| Starter                                 | Placeringar                             | Startprissumma                          | Segerprocent                            | Platsprocent                            | Rekord                                  |
| 27                                      | 13-3-2                                  | 415 280 euro                            | 48 %                                    | 67 %                                    | 1.10,9ak,                               |

### Större segrar
| År   | Lopp                            | Kusk        | Vinstbelopp | Grupp   |
| ---- | ------------------------------- | ----------- | ----------- | ------- |
| 2023 | Prix Louis Chouteau             | Éric Raffin | 40 500 EUR  | Grupp 3 |
| 2023 | Prix Robert Auvray              | Éric Raffin | 54 000 EUR  | Grupp 2 |
| 2024 | Prix de Brest                   | Éric Raffin | 40 500 EUR  | Grupp 3 |
| 2024 | Grand Prix du Conseil Municipal | Éric Raffin | 54 000 EUR  | Grupp 2 |